# Stefano Agostini
Stefano Agostini (Udine, 1 de març de 1989) és un ciclista italià, professional del 2012 fins al 2013 quan va ser suspès durant quinze mesos per un positiu en clostebol.

## Palmarès
- 2006
  - Vencedor d'una etapa a la Tre Ciclistica Bresciana
- 2007
  - Vencedor d'una etapa a la Tre Ciclistica Bresciana
- 2010
  -  Campió d'Itàlia en ruta sub-23
  - 1r al Trofeu Ciutat de San Vendemiano
  - 1r al Gran Premi Colli Rovescalesi
- 2011
  - 1r al Trofeu Matteotti sub-23
  - Vencedor de 2 etapes al Girobio